# 로베르트 아콰프레스카
로베르트 아콰프레스카(이탈리아어: Robert Acquafresca, 1987년 9월 11일, 토리노 ~ )는 이탈리아의 전 축구 선수이다.